# Citrusdal
Citrusdal è una cittadina sudafricana situata nella municipalità distrettuale di West Coast nella provincia del Capo Occidentale.

## Geografia fisica
Il piccolo centro abitato sorge ai piedi dei monti Cederberg a circa 160 chilometri a nord di Città del Capo. L'area è specializzata nella coltivazione di agrumi, spiegando così l'origine del nome Citrusdal. La zona è inoltre caratterizzata dalla presenza di sorgenti d'acqua calda.